# ميثم خسروي
ميثم خسروي (بالفارسية: میثم خسروی) هو لاعب كرة قدم إيراني في مركز الوسط، ولد في 18 مايو 1983 في إيران. لعب مع نادي أبو مسلم خراسان ونادي بيكان ونادي ستيل آذين ونادي صبا قم ونادي فولاد خوزستان ونادي نفط طهران.